# Can Sureda (Girona)
Can Sureda és una masia al pla de Domeny a l'oest del terme municipal de Girona prop de les corresponents partions amb els termes de Sant Gregori i Salt. Conjunt format per la pallissa i la masia. La pallissa es troba a l'entrada del conjunt.
La masia és de planta en forma de L (dos cossos de diferent època col·locats perpendicularment), de planta baixa i d'un pis. Cobert per teulada a dues vessants amb el carener paral·lel a la façana principal. La masia es tanca per uns cossos annexes al costat esquerre, mentre que d'altres ho fan pel costat oposat. El recinte es clou per una paret amb porta de llinda de pedra planera, amb la següent inscripció: "LAÑ/ HERMENEGILDO 1862 SUREDA" que podria ser la data de construcció (o d'una reforma). El conjunt, menys la pallissa, forma un pati que dona accés a la masia i dependències annexes. La masia té la composició de les façanes lliures, amb finestres d'arc conopial i la porta de modillons.
La pallissa és un edifici d'una sola nau de planta rectangular. Teulat de dues aigües i de teula. Coberta aguantada per cairats perpendiculars a façana. La configuració actual de façana amb un gran arc de punt rodó de rajol és més tardana. Les parets estan fetes de rierencs vistos.